# Goldener Igel

Logo des Goldenen Igel

Goldener Igel ist ein Medienpreis, mit dem der Verband der Reservisten der Deutschen Bundeswehr e. V. (VdRBw) seit Anfang der 1990er Jahre außergewöhnliche Arbeiten in den Medien zu einem Thema rund um die Bundeswehr oder die Reservisten in Deutschland honoriert.

## Geschichte
Der Goldene Igel wird seit 1993 in unregelmäßigen Abständen verliehen und ist gegenwärtig mit einem Preisgeld von insgesamt 6.000 Euro dotiert. Das Logo des Medienpreises stellt einen goldfarbenen Igel in abstrahierender Strichzeichnung dar. Das Logo soll das Motto des Preises visualisieren: „Demokratie muss wehrhaft sein!“
Ausgezeichnet werden Reportagen und Analysen rund um die Themen Sicherheitspolitik, Bundeswehr und Reserve, wobei neben sorgfältiger Recherche die Qualität des Beitrages in Sprache, Stil und Allgemeinverständlichkeit bewertet werden. Der Preis wird gegenwärtig in den drei Kategorien Print, Online und Rundfunk vergeben. Die Kategorien sind mit jeweils 2.000 Euro dotiert. Bis 2013 erhielten die Gewinner außerdem einen Sachpreis der Teilstreitkräfte der Bundeswehr. Unregelmäßig werden auch Sonder- und Förderpreise verliehen.
Angenommen werden Beiträge, die zwischen einem bestimmten Vorjahresdatum und dem Einsendeschluss erschienen sind. So wurden zum Beispiel bei der Auslobung des Goldenen Igels 2010 der 1. September 2009 als frühestes Veröffentlichungsdatum sowie der 1. Juli 2010 als Einsendeschluss und gleichzeitig als spätestes Veröffentlichungsdatum festgesetzt. Ausgeschlossen sind Beiträge, die in Medien des Reservistenverbandes oder der Bundeswehr erschienen sind.
Die Jury besteht aus Journalisten, Soldaten/Generalen und ehemaligen Preisträgern.
Der Goldene Igel gilt als der einzige deutsche Medienpreis im Bereich der Sicherheitspolitik.

## Preisträger
- 1993 (Preisverleihung in Berlin)

- Print: Hermann Meyer-Hartmann (Geschichte der Briten in Hildesheim, Hildesheimer Allgemeine Zeitung)
- Rundfunk: Paul Kaiser und Henri Bibow (Deutsche Propagandawelle – Soldatensender 935, MDR)
- Fernsehen: Peter Ellgaard und Klaus Walther (Minensucher im Golf, ZDF)
- Sonderpreis: Claus-Jürgen Gadatsch (Leere Häuser – leere Kassen, SWF)

- 1996 (Preisverleihung in Würzburg)

- Print: Udo Kefrig und Claus-Peter Stoll (Gestatten Hartmann, unterwasser - das tauchmagazin)
- Print: Holger Witzel (So ist es eben im Krieg, stern)
- Print-Förderpreis: Cathrin Günzel (Der Funker auf dem Tiger, Dresdner-, Chemnitzer- und Leipziger Morgenpost)
- Rundfunk: Franz Nussbaum (40 Jahre Bundeswehr, Deutsche Welle)
- Rundfunk-Förderpreis: Jan Grömer (Manöver in Spanien, Radio Schleswig-Holstein)
- Fernsehen: Wolfgang Landgraeber und Helfried Spitra (Augen geradeaus – Die Bundeswehr auf ihren Marsch ins Jahr 2000, ARD)
- Fernsehen-Förderpreis: Christian Frey (MIG-29-Piloten – Schneller als der Tod, MDR)

- 1999 (Preisverleihung in Magdeburg)

- Print: Klaus Kunkel (Abtauchen auf siebzig Meter und mit den Knackfischen blind durchs Meer, FAZ-Magazin)
- Rundfunk: Kristine Kretschmer (Das blöde an Soldaten sind die Waffen, DeutschlandRadio Berlin)
- Fernsehen: Tilo Knops (Kopfabriss zu mir, NDR)
- Förderpreis: Rainer Wenning (Erster Tag als Ewigkeit, Mitteldeutsche Zeitung)

- 2002 (Preisverleihung in Berlin)

- Print: Holde-Barbara Ulrich (Mit den Waffen einer Frau, Focus)
- Fernsehen: Oliver Franz (Lautlose Kämpfer – Soldaten springen für das Vaterland, Sat.1/Planetopia)
- Sonderpreis: Johannes Fischer (Hungerhilfe für Kinder im Kosovo, Freie Presse-Verlag Chemnitz)

- 2003 (Preisverleihung in Ulm)

- Print: Lars Brinkmann (Zu Wasser, zu Lande und in der Luft, unterwasser – das tauchmagazin)
- Print: Dietmar Fuchs (Das Boot, unterwasser – das tauchmagazin)
- Rundfunk: Michael Groth (Stellung halten – ein Jahr Bundeswehr in Afghanistan, DeutschlandRadio)
- Fernsehen: Boris Barschow (Die Deutsche Marine am Horn von Afrika, ZDF/ZDF.reporter)

- 2005 (Preisverleihung in Bremen)

- Print: Wolfgang Metzner und Dorit Kowitz (Mission weltweit, stern)
- Rundfunk: Stefanie Weber und Lena Lotte Stärk (Meine Eltern sind bei der Bundeswehr, WDR)
- Fernsehen: René Schulthoff und Susanne Brahms: (Begegnungen in Kabul, Radio Bremen TV)

- 2008 (Preisverleihung in Berlin)

- Print: Dorothea Siegle (Hinter der letzten Linie, Der Tagesspiegel sowie JS-Magazin der Evangelischen Militärseelsorge)
- Fernsehen: Axel Rothkehl (Reservist Rex Lau bildet in Kabul afghanische Soldaten aus, MDR)
- Sonderpreis: Lokalredaktion der Schwäbischen Zeitung Tuttlingen – Ludger Möllers, Tanja Knieler und Thomas Fink (Projekt „Zeitung auf der Stube“)

- 2010 (Preisverleihung in Berlin)[1]

- Print: Dagmar Rosenfeld (Schießt der Papa auch auf Menschen?, Die Zeit)
- Fernsehen: Andreas Huppert, Mathis Feldhoff und Hans-Ulrich Gack (Die Afghanistan-Lüge, ZDF-Mittagsmagazin)
- Sonderpreis: Dr. Marcus Nicolini, Andreas Artmann Journalisten-Akademie der Konrad-Adenauer-Stiftung (JAKAS) (Einsatz. Das Magazin zu 10 Jahren Bundeswehr im Kosovo, JONA – Journalistische Nachwuchsförderung der KAS)

- 2013 (Preisverleihung in Berlin)[3]

- Print: Simone Meyer (Kein bisschen Frieden, Welt am Sonntag)
- Fernsehen: Djamila Benkhelouf und Anna Orth (Plötzlich ist Afghanistan bei uns, NDR)
- Sonderpreis: Ronja von Wurmb-Seibel (Ein stolzer Deutscher, ZEIT Online)
- Sonderpreis: Thomas Wiegold (Blog Augen geradeaus!)

- 2015 (Preisverleihung in Berlin)[7]

- Print: Henning Sußebach (Krieg im Frieden, Die Zeit)
- Rundfunk: Mouhcine El-Ghomri (Ein Soldatenleben – Zwischen Afghanistan und Familie, SWR)
- Online: Stipendiatenjahrgang 2012 der Journalistenschule ifp (Web-Dossier Heimatfronten)
- Sonderpreis: Andreas Flocken (Streitkräfte und Strategien, NDR Info)

- 2018 (Preisverleihung in Berlin)[11]

- Print: Lorenz Hartwig (Bruderschaft der Vergessenen, Vice Magazine)
- Fernsehen: Juliane Möcklinghoff (Die Unbesiegbaren - Sport als Therapie gegen den Krieg im Kopf, NDR)
- Rundfunk: Justus Wilhelm (Pulverfass Baltikum - Ein Feature über deutsche Soldaten an der Grenze zu Russland, ARD/Radio Bremen)
- Sonderpreis für Nachwuchs: Pia Miranda (Serie Pia marschiert, Jeversches Wochenblatt)
- Sonderpreis für Recherche: Christina Schmidt, Martin Kaul, Daniel Schulz (Akte Heimatschutz, taz)

- 2020 (ohne Präsenzveranstaltung)[17]

- Print: Sebastian Drescher (Ich habe getötet, JS-Magazin)
- Rundfunk: Daniel Moj/Jörg Stolpe (Einsatz im Wüstensand – Ein Soldat auf Friedensmission, 37 Grad)
- Online: Christoph Heinzle/Kai Küstner (Killed in Action – Deutschland im Krieg, NDR Info)
- Sonderpreis: Lorenz Hemicker, Andreas Krobock (Hunderttausend Tonnen gegen den Terror, FAZ)